# Batalhão de Policiamento em Vias Expressas
Batalhão de Policiamento em Vias Expressas (BPVE) é um órgão público subordinado ao Comando de Policiamento Especializado (CPE) que atua no Rio de Janeiro. Criado em 18 de outubro de 2011, suas atividades se dão na BR 101 (Avenida Brasil), RJ 071 – Via Expressa João Goulart (Linha Vermelha), Elevado do Gasômetro, Viaduto Paulo de Frontin, Túnel Rebouças e Avenida Governador Carlos Lacerda (Linha Amarela).